# Les Vingt-six Martyrs japonais
Pour plus de détails, voir Fiche technique et Distribution.
Les Vingt-six Martyrs japonais (殉教血史 日本二十六聖人, Junkyō kesshi Nihon nijūroku seijin) est un film muet japonais réalisé par Tomiyasu Ikeda et sorti en 1931. Une copie du film est redécouverte en Italie dans les archives cinématographiques de la congrégation salésienne, la version restaurée est projetée pour la première fois en 2017.

## Synopsis
En 1587, le daimyo Toyotomi Hideyoshi décide l'expulsion du pays des missionnaires chrétiens. L'intensification des persécutions conduit à la crucifixion de six missionnaires étrangers et de vingt Japonais à Nagasaki le 5 février 1597.

## Fiche technique

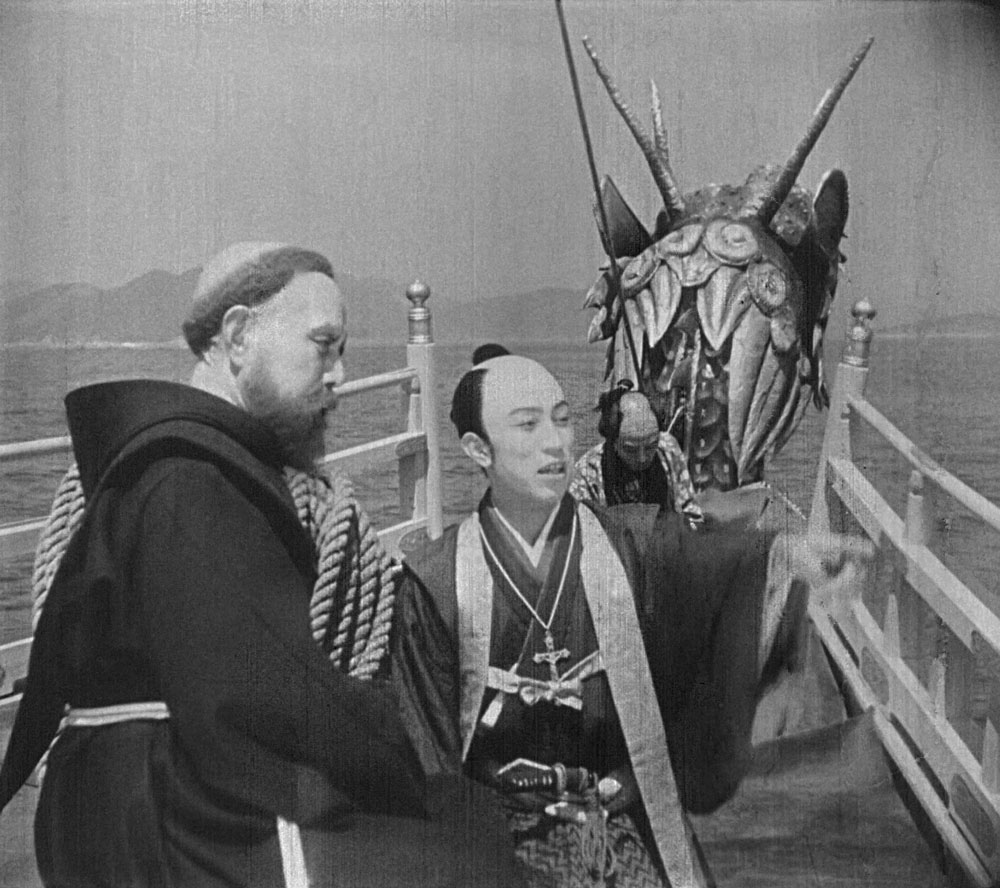
Scène du film.

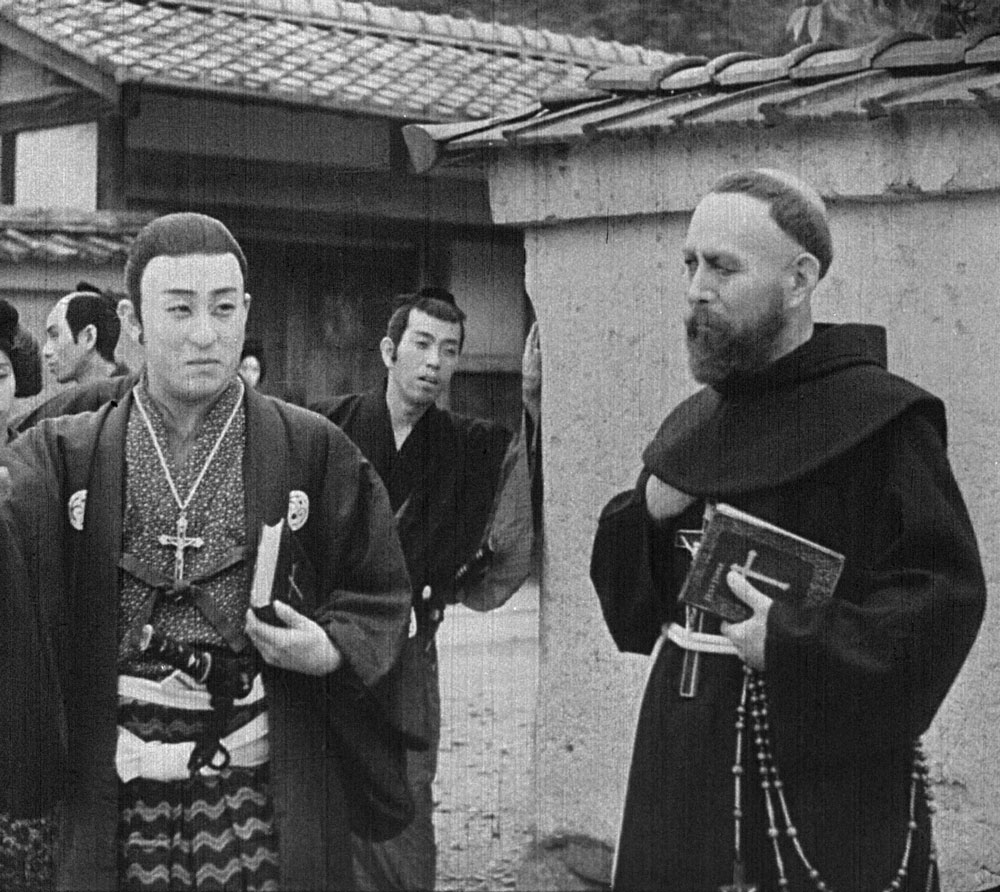
Scène du film.

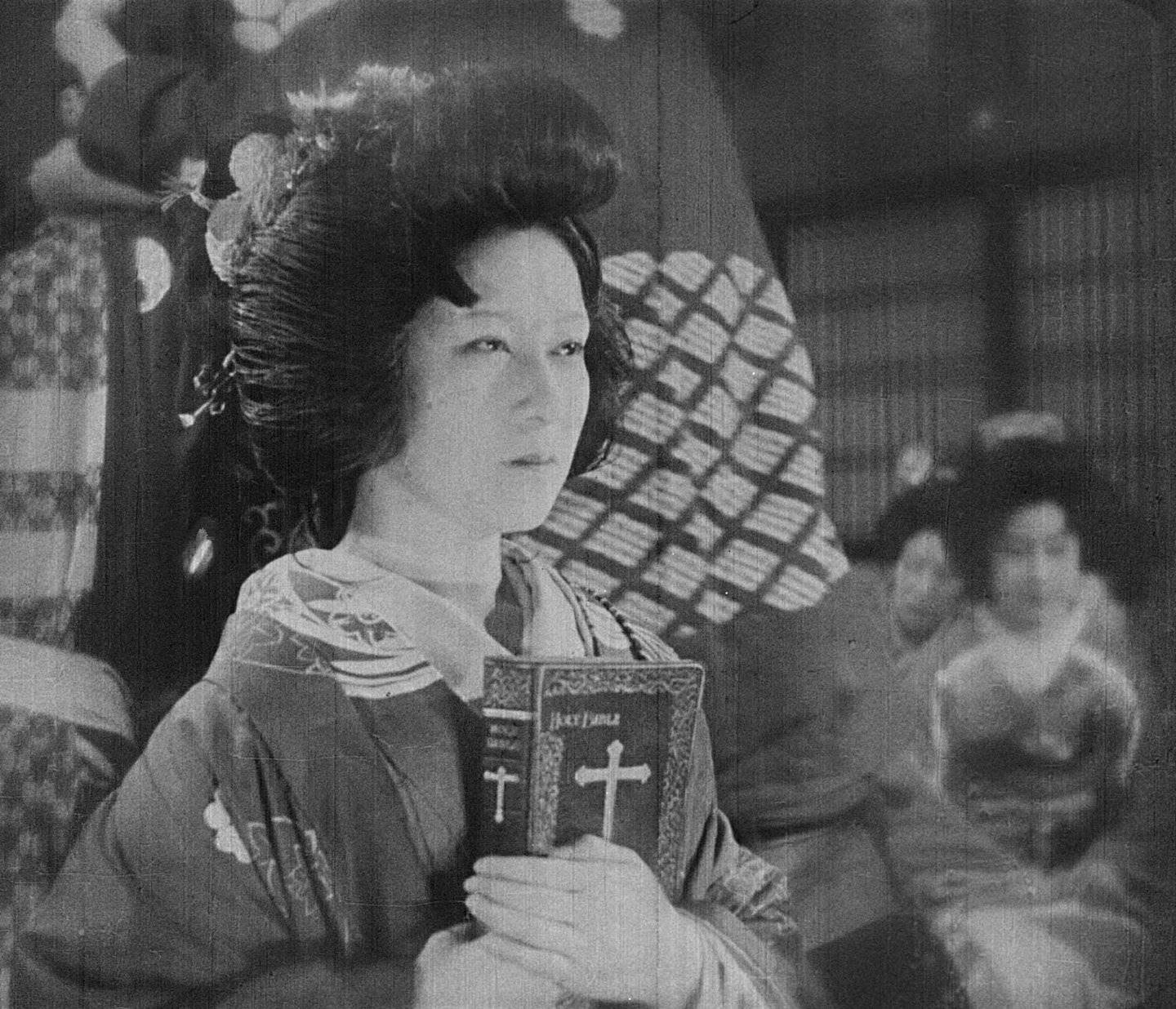
Scène du film avec.

- Titre : Les Vingt-six Martyrs japonais[1]
- Titre français alternatif : Les Vingt-Six Martyrs du Japon[2]
- Titre original : 殉教血史 日本二十六聖人 (Junkyō kesshi Nihon nijūroku seijin?)[3]
- Réalisation : Tomiyasu Ikeda
- Scénario : Tomiyasu Ikeda
- Photographie : Hiroshi Sakai
- Société de production : Nikkatsu
- Pays d'origine :  Empire du Japon
- Format : noir et blanc - 1,33:1 - muet
- Genre : drame, film historique, jidai-geki
- Durée : 152 minutes[3] (métrage : 19 bobines - 4 172 m[3])
- Durée de la version restaurée : 65 minutes[2]
- Dates de sortie :
  - Empire du Japon : 1er octobre 1931 (sortie en salles[4])
  - France : 7 décembre 1934 (sortie en salles[1],[5]) - 10 mai 2019 (version restaurée à la MCJP[2])
  - Royaume d'Italie : 6 février 2017 (avant-première au Vatican de la version restaurée[6])

## Distribution
- Kaichi Yamamoto (ja)
- Jōji Oka
- Yutaka Mimasu (ja)
- Yōnosuke Toba (ja)
- Chiezō Kataoka
- Reisaburō Yamamoto (ja)
- Naoe Fushimi (ja)
- Isuzu Yamada
- Kumeko Urabe

## Autour du film
Une copie du film a été redécouverte en Italie dans les archives cinématographiques de la congrégation salésienne puis restaurée par les Archives Nationales du Film d’Entreprise d’Ivrée. La version originale nitrate a été numérisée en 4K et restaurée numériquement, elle est présentée en avant-première au Vatican, le lundi 6 février 2017, à l'occasion de l'anniversaire de la mort des 26 martyrs.